# 射击场道口
射击场道口是曾存在于中国广东省广州市越秀区的一个平交铁路道口，位于广深线上广州站以东的花果山麓，道口里程为K1+761（即距离广州站的里程为1.761km），连接西胜街与环市路，是广深线乃至广州市内铁路干线上最后一个平交道口。
“射击场”一名得名于旁边的广州市射击射箭运动管理中心，是广深线广州站至广州东站之间、进出广州站的必经之路（历史上为“广北联络线”的一部分）。道口于1987年广深二线建成时，为方便当地登峰村村民出入而修建。而该段广深线的列车通行十分繁忙，春运期间更是每隔几分钟就需要关闭。
由于其极其重要的位置和周边便利的拍摄环境，射击场道口长期是粤港铁道迷们拍摄火车的圣地之一。
为配合铁路沿线安全隐患综合治理工作，2020年12月10日起道口开始进行平交道口改立交桥工程（“平改立”），在原道口旁修建地下通道，机动车则需要绕行西胜街天桥或童心路，在铁路上方或下方跨过铁路。2022年1月15日起射击场道口正式封闭。
- 射击场道口的警示标志
- 广铁CRH6A担当的广深和谐号列车于广州射击场道口
- 韶山8型电力机车通过射击场道口
- Z99次列车通过射击场道口（车内视角）